# Acrocercops unipuncta
Acrocercops unipuncta är en fjärilsart som beskrevs av Bradley 1957. Acrocercops unipuncta ingår i släktet Acrocercops och familjen styltmalar. Inga underarter finns listade i Catalogue of Life.